# نو قنطورس
نو قنطورس یک ستاره است که در صورت فلکی قنطورس قرار دارد.